# Časopisi za džez muziku u Srbiji
Časopisi za džez muziku u Srbiji su aktuelni nakon Drugog svetskog rata. S tim, što su ove teme bile zastupljene i ranije, kao pojedini članci u muzičkim ili zabavnim rubrikama drugačije periodike. Naričito su se isticale kritike i članci o inostranim džez muzičarima, koji su gostovali u Beogradu, među kojima je bila i Džozefina Bejker.
Čisto profisilisana interesovanja za džez muziku i muzičare u periodici mogu se pratiti od prvog objavljenog lista 1957. godine, pod nazivom Bilten udruženja džez muzičara. Urednik je bio Svetislav Jakovljević. Sadržaj se ticao vesti iz ove muzičke oblasti iz zemlje i inostranstva. 
Potom se pojavljuje časopis Ritam: jugoslovenska revija za džez i popularnu muziku. Glavni i odgovorni urednik bio je Miroslav Antić, a časopis je izlazio od 1962. do 1965. godine. Sadržaj ovog magazina sačinjavao se po uzoru na istovetne u insotranstvu, gde su bile zastupljene različite rubrike o muzici, ali i o akutelnim muzičarima sa domaće i inostrane scene, naročito za zanimljivim članicima o njihovim privatnim životima, zatim intervjui itd. Pored trač rubrika, u ovom magazinu su bile zastupljene i neke stalne rubrike tipa recenzije ploča, kritike koncerata, mala enciklopedija džez terimna, ali i objavljivanje nota popularnih pesama domaćih džez autora. 
Beogradske džez novine, u izdavaštvu Doma omladine, pratile su program i politiku rada Beogradskog džez festivala koji se održavao (i dalje se održava) u Domu omladine. List je bio aktivan u periodu 1971−1975, a urednik je bio Nikola Višnjić. 
List Bilten: Dani džeza u Novom Sadu, u izdanju Muzičke omladine iz Novog Sada, pratio je sve u vezi sa istoimenim festivalom koji se održavao u Novom Sadu. Poznato je da je izlazio (javno) samo uoči festivala 1980. godine.
Jazz: list za afirmaciju i propagandu jazz-a pri Udruženju estradnih umetnika Beograda, izlazio je samo tokom 1990. godine, kao glasilo Udruženja estradnih umetnika, čiji je cilj bio da se objavljuju vesti o doprinosima u radu članova Udruženja, koji se bave džez muzikom. List je bio mesečnik i doživeo je samo tri izdanja tokom 1990. godine. Glavni i odgovorni urednik bio je Miša Blam. 

## Spisak časopisa za džez muziku u Srbiji
1. Bilten udruženja džez muzičara (1957−1958).
2. Ritam: jugoslovenska revija za džez i zabavnu muziku (1962−1965).
3. Beogradske džez novine (1971).
4. Bilten. Dani Džeza u Novom Sadu (1980).
5. Jazz: list za afirmaciju i propagandu jazz-a pri Udruženju estradnih umetnika Beograda (1990).